# Rodrigo Cárcamo
Rodrigo Cárcamo Soto (n. Chile, 19 de junio de 1991) es un futbolista chileno. Juega en la posición de lateral volante por izquierda.

## Trayectoria
Se inició futbolísticamente en las divisiones inferiores del club. Provincial Osorno. Entre sus logros se establece como goleador del campeonato de la zona sur el año 2008, con un total de 29 goles. A fines de 2008 ascendió al primer equipo y su primer partido fue en un encuentro por el Torneo Apertura 2009 de la Primera B. El joven atacante ingresó a los 84′ en reemplazo de Jaime Droguett. Los Toros ganaron 1-0 ese partido.
A pesar de que su posición natural ha sido la de delantero, para la temporada 2012 del club, el técnico Nelson Mores lo ha ubicado como un lateral-volante por la banda izquierda.

## Clubes
| Club                  | País  | Año         |
| --------------------- | ----- | ----------- |
| Provincial Osorno     | Chile | 2009 - 2012 |
| Deportes Puerto Montt | Chile | 2013        |
| Malleco Unido         | Chile | 2013 - 2014 |